# سیارک ۳۵۳۵۰
سیارک ۳۵۳۵۰ (به انگلیسی: 35350 Lespaul، نامگذاری:1997LP14) سی و پنج هزار و سیصد و پنجاهمین سیارک کشف شده‌است که در ۸ ژوئن ۱۹۹۷ کشف شد.